# Cuviera truncata
Cuviera truncata är en måreväxtart som beskrevs av John Hutchinson och John McEwan Dalziel. Cuviera truncata ingår i släktet Cuviera och familjen måreväxter. Inga underarter finns listade i Catalogue of Life.